# 大社 (高雄市大社區大字)
大社，是臺灣高雄市大社區的一個傳統地域名稱，也是全區主要行政中心所在地，位於該區西南半葉的中部。相較於今日行政區，其範圍大致為大社里不含東端、保安里、保社里西南部。
本地區境內主要聚落為大社，設有大社國小。

## 歷史
台灣日治初期，大社地區為一街庄，稱為「大社庄」（舊制街庄），隸屬於觀音中里。該庄昔日北與保舍甲庄、蜈蜞潭庄為鄰，東與牛食坑庄、前埔厝庄為鄰，南邊為三奶壇庄，西南邊為楠仔坑街、西邊為土庫庄。
1901年（日治明治三十四年）11月11日，全台廢縣廳改設二十廳，該庄隸屬於鳳山廳。1904年（明治三十七年）5月3日，該庄編入「楠梓坑區」，隸屬於鳳山廳。1909年（明治四十二年）10月25日，全台合併二十廳為十二廳，楠梓坑區改隸屬於臺南廳。1920年（大正九年）10月1日，全台地方制度大改正，廢十二廳改設五州二廳，該庄改制為「大社」大字，隸屬於高雄州高雄郡仁武庄（新制街庄）。1924年（大正十三年）12月25日，高雄郡廢郡，仁武庄改隸屬於鳳山郡。
戰後仁武庄改制為仁武鄉，隸屬於高雄縣，大字亦改制為村。1950年（民國39年）10月1日，高、屏分治，仁武鄉仍隸屬於高雄縣。1951年（民國40年）8月，仁武鄉拆分出大社鄉，本地區改隸屬於大社鄉。2010年（民國99年）12月25日，高雄縣、市合併為直轄高雄市，大社鄉改制為大社區，村亦改制為里。

## 聚落
本地區發展較早的聚落為大社、圳頭（已消失）、竹圍（已消失）、檨仔腳（已消失），在日治初期的官方地圖上已有記載。

## 交通
國道10號又稱「高雄支線」或「高雄環線」，是左營至旗山的高速公路，經過本地區中部。最近的交流道在西南側為市道186號、區道高52-1線、區道高52線交會處的仁武交流道，在東北側為省道台22線旁的燕巢交流道。由此可快速前往國道10號沿線各地，或銜接國道1號、國道3號。
省道台22線俗稱「旗楠公路」，是楠梓至高樹的幹道，經過本地區西北部邊界地帶。由該道路西行可前往楠梓區，並止於楠梓市區的朝新路路口；東行可前往燕巢區南部、旗山區/大樹區交界地帶、屏東縣九如鄉西北端、里港鄉等地。
市道186號是維新至大樹的道路，經過本地區的大社聚落。由該道路西行（大方向，當地先向北）可前往燕巢區、岡山區、永安區東南部，並止於竹子港地區（今維新里）的省道台17線路口；東行（大方向，當地先向南）可前往仁武區、大樹區，並止於省道台29線路口。
市道186甲線是大社至大坑的道路，其西側端點（起點）位於本地區大社聚落的市道186號路口。由此東行可前往仁武區東北端、大樹區，並止於姑婆寮地區大坑聚落南郊的區道高145線路口。
區道高47線是嘉誠至大社的道路，其西南側端點（終點）位於本地區西南端的區道高47-1線起點路口，由此向東北東會經過本地區的大社聚落。
區道高47-1線是楠梓至三奶壇的道路，全線皆在本地區西南部的南側邊界地帶。其西側端點（起點）位於本地區西南端的區道高47線終點路口，東側端點（終點）位於本地區極南點的市道186號轉角暨區道高51線起點路口（三奶壇聚落西側）。
區道高51線是大社至竹仔門的道路，其北側端點（起點）位於本地區極南點的市道186號轉角暨區道高47-1線終點路口。

## 學校
- 大社國小

## 公務機關
- 大社區公所
- 高雄市仁武戶政事務所大社辦公處